# Ultima I: The First Age of Darkness
Ultima, later hernoemd naar Ultima I: The First Age of Darkness of kortweg Ultima I is het eerste spel uit de Ultima-spelreeks. Op 2 september 1980 registreerde California Pacific Computer Company het auteursrecht, en in juli 1981 kwam het spel officieel uit. In 1986 werd het spel herschreven (onder andere van een soort BASIC naar machinetaal). Tussen 1980 en 1994 werd het spel overgebracht naar diverse platformen. De remake-versie uit 1986 is de meest voorkomende.
Ultima gaat over een queeste waarin de speler het karakter "The Stranger" bestuurt. Hij komt uit een andere wereld en is naar het land van Sosaria gereisd om de boze tovenaar (en tevens dictator) Mondain te verslaan. Mondain is in het bezit van een mysterieuze edelsteen waardoor hij onsterfelijk is.
Het spel wordt bediend met het toetsenbord.

## Platforms
| Jaar | Platform                        |
| ---- | ------------------------------- |
| 1981 | Apple II                        |
| 1982 | Atari 8-bit                     |
| 1986 | Commodore 64, Apple II (remake) |
| 1987 | DOS                             |
| 1988 | PC-88, PC-98, Sharp X1          |
| 1989 | MSX                             |

Het spel maakte onderdeel uit van:
- Ultima Collection (1998) voor DOS
- Ultima Trilogy (1990) voor FM Towns

## Ontvangst
| Beoordeeld door                      | Jaar | Platform     | Score |
| ------------------------------------ | ---- | ------------ | ----- |
| Retrogaming.it                       | 2008 | DOS          | 90%   |
| GamesVault                           | 2009 | DOS          | 80%   |
| Zzap! (Italy)                        | 1989 | Commodore 64 | 52%   |
| Joker Verlag präsentiert: Sonderheft | 1992 | Commodore 64 | 45%   |
| Joker Verlag präsentiert: Sonderheft | 1992 | DOS          | 44%   |

## Trivia
- Het spel is opgenomen in het boek 1001 Video Games You Must Play Before You Die van Tony Mott.